# Distrito de Chongos Bajo

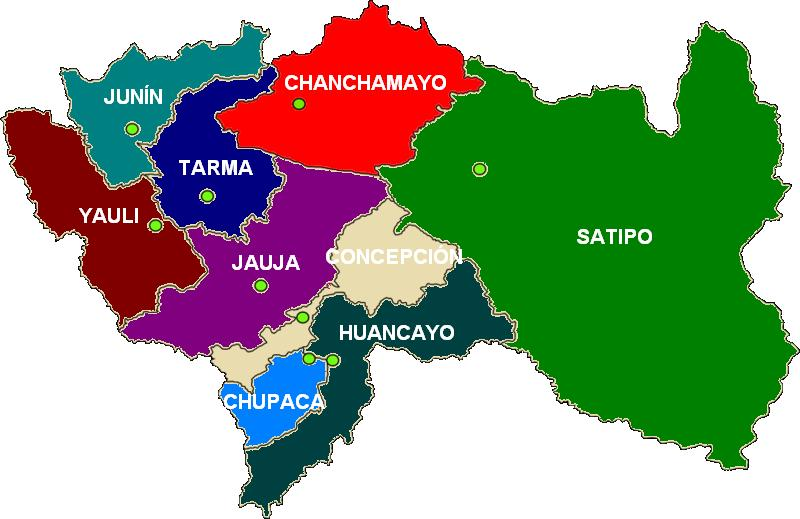
Provincia del Departamento de Junín

El distrito de Chongos Bajo es uno de los nueve distritos que conforman la provincia de Chupaca, en el departamento de Junín, bajo la administración del gobierno regional de Junín. 
Dentro de la división eclesiástica de la Iglesia católica del Perú, pertenece a la Arquidiócesis de Huancayo

## Historia
La fundación española como pueblo data del 25 de julio de 1534 y fue creado, como distrito, mediante ley del 5 de octubre de 1854, en el gobierno del presidente José Rufino Echenique.

## Geografía
El distrito de Chongos Bajo tiene una superficie de 102,74 km² y está ubicado a 3 275 m s n m, a 290 km de la capital del Perú, Lima, y a 22 km de la provincia de Huancayo. Posee clima templado seco.

## Población
El distrito cuenta con una población de 4 409 habitantes de acuerdo al INEI Instituto Nacional de Estadística e Informática Archivado el 12 de abril de 1997 en Wayback Machine.

## Hitos urbanos

### Iglesia del Copón
Debe su nombre a que en ella se atesoraba un Copón de oro usado en los rituales católicos. Considerada como una de las primeras iglesias que se construyeron en el Valle del Mantaro en cuyo frente se halla la plaza de los Lamentos, con un torreón en su parte central en la cual castigaban a los indios que se negaban a aceptar la religión católica.

### Cani Cruz
Ubicada a la derecha de la iglesia matriz, en la parte central de su plaza. Data de 1534, cruz hecha de piedra caliza tallada con las imágenes de la Virgen del Rosario y Jesucristo. Muy venerada por una cantidad enorme de fieles quienes elevan oraciones y encienden velas de diversos colores con un significado diferente para cada uno.

### Iglesia matriz
La iglesia matriz de Chongos Bajo es una de las primeras que se edificaron en el Perú (iglesia-convento). Su construcción data de 1565. Conserva la arquitectura inicial de su construcción, con una sola nave propia del renacimiento.
En su interior se conservan bellos lienzos del siglo XVII, pertenecientes a la Escuela Cuzqueña. Las paredes del templo tienen en la base hasta 3 metros de ancho.
Sus altares conservan bellos retablos en pan de oro al estilo barroco y churrigueresco así como un sencillo púlpito de madera. Su interior guarda una campana de media tonelada de peso fabricada en España el año de 1606, la misma que sufrió serios daños al caerse del campanario y en la actualidad se encuentra a un lado de la puerta principal del templo. Cuenta con pinturas murales y artesonado: piñas, pinturas al temple y dorados. Ha sufrido una serie de robos, de lienzos principalmente, el último fue el robo de una puerta que cerraba el Santo Sepulcro en el año 2000. Pertenece a la congregación diocesana.

#### Extensión
La extensión que cuenta la Iglesia matriz de Chongos y su convento es de 10 000 m² actualmente se encuentra en ruinas especialmente la parte del convento donde estuvieron los dominicos y Jesuitas desde el siglo XV al XVIII.

#### Reseña
Establecidos completamente los españoles y fundada la Villa bajo la advocación de la Virgen del carmen y de Santiago Apóstol como su patrono, se ordenó construir la iglesia matriz, que está situada en la plaza de armas, a una distancia aproximada de 20 km. Con relación a Huancayo. Su construcción se inició bajo la dirección de don Francisco Pizarro en 1534, donde participaron los ayllus que habitaron y existieron en ese tiempo, actualmente subsiste la inscripción al ayllu Chanca y otros, asimismo, se trajo piedras de calicanto de huamanga para sostener las bases del templo, culminándose la construcción en 1535.

#### Características
Inicialmente, al costado de la iglesia matriz, existió un cementerio donde destacaba el Cani Cruz, su portada era de piedra, contaba con dos torreones de una altura superior con relación a los que figuran y donde se ubicó la campana mayor Melchor, Melliza de la María Angola del Cuzco, que data del año 1606, según cuentan, que sus repiques se escuchaban en toda a extensión del valle del Mantaro. La antigua campana fue traída desde Europa y pesa más de media tonelada al igual que la del Cuzco esta campana se encuentra partida en dos a consecuencia de la caída de la primera torre, se encuentra la mitad en la torre y la mitad dentro de la iglesia En el interior, con dirección al CANI cruz se ubica un dispositario de andas y féretros que se caracterizó por su pintura con temas alegóricos al juicio final conocido como puerta perdida.
La iglesia matriz contaba también con cerca de cien lienzos del siglo XVI–XVII, de los cuales solo quedan ocho, todos en un momento deplorable; en el altar mayor existió cinco retratos al óleo, representados con imágenes de personas de medio cuerpo perteneciendo a la escuela cuzqueña. La decoración de los interiores presenta altares tallados en madera, pintados y cubiertos en pan de oro, que destacan estilos neoclásico, rococó, y barroco, en su inicio estuvo a cargo de los dominicos, luego llegaron los jesuitas hasta su expulsión del Perú en 1772, para pasar después a manos de los franciscanos y finalmente encargarse los párrocos eclesiásticos.

## Autoridades

### Municipales
- 2015 - 2018[2]
  - Alcalde: Joel Salinas Mendoza, movimiento político regional Perú Libre (PL).
  - Regidores: Braulio Munive Hurtado (PL), Honorio Gil Palacios (PL), Beatriz Rodríguez Velásquez (PL), Milena Manhualaya Vilcapoma (PL), Gaspar Evanoy Nestares Palomino (Junín Sostenible con su Gente).
- 2011 - 2014[3][4]
  - Alcalde: Timoteo Munive Guerra, del movimiento político regional Perú Libre (PL).
  - Regidores: Luis Guerra Reynoso (PL), Arsenio Pérez Palomino (Pl), Moisés Revilla Torres (PL), Tula Capcha Patilla (PL), Jonhy Bello Guerra (Junín Sostenible).
- 2007 - 2010
  - Alcalde: Timoteo Munive Guerra
- Comisaría de Chupaca
  - Comisario: Cmdte. PNP. Manuel Chuquipul.

### Religiosas
- Arquidiócesis de Huancayo[5]
  - Arzobispo de Huancayo: Mons. Pedro Barreto Jimeno, SJ.
- Parroquia Apóstol Santiago[6]
  - Párroco: Pbro. P. Javier Cayo Noriega

## Festividades
- Febrero: carnavales, como los de huaylash, calistrada, mama tayta, apostada
- Abril: jarana quemajudas
- Mayo: Fiesta de Cruces
- Junio: Llamichada
- Julio: fiestas patronales, como la morenada, wanka danza, capitanía, priostes, oficiascos.
- Agosto: Santiago
- Octubre: San Lucas
- Noviembre: Todos los Santos
- Diciembre: Pastores